# Chris Knierim
Christopher (Chris) Knierim (Tucson, 5 november 1987) is een Amerikaans voormalig kunstschaatser die uitkwam als paarrijder. Knierim en zijn partner Alexa Scimeca, met wie hij tevens gehuwd is, namen in 2018 deel aan de Olympische Winterspelen in Pyeongchang. Hier werden ze vijftiende bij het ijsdansen en wonnen ze brons met het team. Ze waren drievoudig Amerikaans kampioen.

## Biografie
Knierim was twaalf toen hij begon met kunstschaatsen. Hij begon als soloschaatser en stapte in 2006 over op het paarrijden. De eerste jaren schaatste hij met Brynn Carman (2006-2009), Carolyn-Ann Alba (2009/10) en Andrea Poapst (2010-2012). Met Carman nam hij deel aan de WK junioren van 2009. In de lente van 2012 stelde zijn kunstschaatscoach Dalilah Sappenfield voor om eens te schaatsen met Alexa Scimeca. Het klikte en de twee werden een paar, zowel op als buiten het ijs. In hun eerste seizoen werden ze vierde bij de Amerikaanse kampioenschappen. Ze mochten hierdoor meedoen aan de 4CK van 2013, maar moesten zich toch voortijdig terugtrekken door een voetblessure bij Scimeca. Daarentegen konden ze wel deelnemen aan de WK van 2013 door de plaats van de afgehaakte Caydee Denney / John Coughlin in te nemen. Scimeca en Knierim werden er negende. In juli 2013 brak Knierim zijn kuitbeen, waardoor het duo een groot deel van het olympische seizoen miste. Door hun vierde plaats bij de NK waren ze tweede reserve voor de Olympische Winterspelen in Sotsji, maar ze kwamen niet in actie. Bij de 4CK van 2014 wonnen ze brons.
Vanaf 2015 leken Scimeca en Knierim meer geluk te hebben. Ze werden in 2015 Amerikaans kampioen en deden meermaals mee aan de WK en de 4CK (met als beste resultaat de zilveren medaille op de 4CK van 2016). Scimeca werd in april 2016 echter ernstig ziek - ze bleek een zeldzame, levensbedreigende aandoening aan haar maag-darmkanaal te hebben en is hier later dat jaar drie keer aan geopereerd. In de herfst van 2016 hervatte het paar rustig de trainingen. Scimeca herstelde volledig van de ziekte en kon vanaf januari 2017 weer voluit trainen. Het stel werd in 2018 voor de tweede keer Amerikaans kampioen en kwalificeerde zich voor de Olympische Winterspelen in Pyeongchang. Hier werd het duo vijftiende bij de paren en derde met het landenteam.
Scimeca en Knierim huwden op 26 juni 2016. Door blessures en tegenslagen besloot Knierim in 2020 te stoppen met kunstschaatsen. Zijn vrouw wilde wel doorgaan en ging op zoek naar een andere schaatspartner.

## Persoonlijke records
Scimeca/Knierim
| records             | punten | datum      | toernooi |
| ------------------- | ------ | ---------- | -------- |
| Hoogste totaalscore | 207.96 | 20-02-2016 | 4CK      |
| Hoogste korte kür   | 072.17 | 29-03-2017 | WK       |
| Hoogste vrije kür   | 140.35 | 20-02-2016 | 4CK      |

## Belangrijke resultaten
2006-2009 met Brynn Carman, 2009/10 met Carolyn-Ann Alba, 2010-2012 met Andrea Poapst, 2012-2020 met Alexa Scimeca
| Olympische Spelen            |        |     |        |    |        |               |               |               |               |               |               | 15e · (team)  |               |               |               |
| Wereldkampioenschap          |        |     |        |    |        |               | 9e            |               | 7e            | 9e            | 10e           | 15e           |               |               |               |
| Viercontinentenkampioenschap |        |     |        |    |        |               | t.z.t.        | Brons         | 5e            | Zilver        | 6e            |               |               | t.z.t.        |               |
| Grand Prix-finale            |        |     |        |    |        |               |               |               |               | 7e            |               |               |               |               |               |
| Nationaal kampioenschap      |        |     |        |    |        | 7e            | Zilver        | 4e            | Goud          | Zilver        | t.z.t.        | Goud          | 7e            | Goud          |               |
| WK junioren                  |        |     | 9e     |    |        | geen deelname | geen deelname | geen deelname | geen deelname | geen deelname | geen deelname | geen deelname | geen deelname | geen deelname | geen deelname |
| NK junioren                  | 4e (*) | (*) | Zilver | 4e | Zilver | geen deelname | geen deelname | geen deelname | geen deelname | geen deelname | geen deelname | geen deelname | geen deelname | geen deelname | geen deelname |

(*) = bij de novice
t.z.t. = trokken zich terug